# Ekrixinatosaurus
Ekrixinatosaurus ist eine Gattung theropoder Dinosaurier aus der Gruppe der Abelisauridae. Sie ist durch ein einziges, fragmentarisches Skelett bekannt, das in der argentinischen Provinz Neuquén gefunden wurde und auf die Oberkreide (Cenomanium) datiert wird. Es handelte sich um einen sehr großen, zweibeinig laufenden Fleischfresser, der sich wie die nahe verwandten Gattungen Skorpiovenator und Carnotaurus durch einen kurzen und hohen Schädel auszeichnet. Ekrixinatosaurus wurde 2004 von Forschern um Jorge Calvo mit der einzigen Art E. novasi wissenschaftlich beschrieben.
Das Skelett wurde zufällig bei Sprengungen für den Bau einer Gas-Pipeline freigelegt. Der Name Ekrixinatosaurus (griechisch ekrixi „Explosion“, nato „geboren“, saurus „Echse“), der so viel wie „durch eine Explosion geborene Echse“ bedeutet, verweist auf diesen Umstand. Der zweite Teil des Artnamens, novasi, ehrt Fernando Novas, einen Paläontologen, der sich in der Erforschung der Abelisauriden besonders verdient gemacht hat.

## Merkmale
Calvo und Kollegen (2004) schätzen die Körperlänge des einzigen bekannten Skeletts auf 7 bis 8 m. Eine jüngere, auf die Körperproportionen dieser Gattung fokussierte Studie von Juárez Valieri und Kollegen (2011) schätzt die Körperlänge dagegen auf 10 bis 11 Meter, womit Ekrixinatosaurus einer der größten oder sogar der größte bekannte Vertreter der Abelisauridae gewesen wäre. Ekrixinatosaurus zeichnete sich durch einen hohen und kurzen Schädel aus. Es handelte sich um einen insgesamt relativ massig und gedrungen gebauten Abelisauriden; so waren vor allem das Schienbein (Tibia) und der Oberschenkelknochen (Femur) verhältnismäßig kurz und robust.

## Systematik
Die vorläufige kladistische Analyse von Calvo und Kollegen (2004) fasst Ekrixinatosaurus, Majungasaurus, Carnotaurus und Aucasaurus zu einer unbenannten Gruppe zusammen – Ilokelesia bildet das Schwestertaxon dieser Gruppe. Forscher um Juan Canale (2008) fassen Ekrixinatosaurus, Aucasaurus, Carnotaurus, Ilokelesia und Skorpiovenator in der neuen Gruppe Brachyrostra zusammen; Vertreter dieser Gruppe sind durch relativ kurze Schädel gekennzeichnet. Diese Forscher sehen Ekrixinatosaurus als Schwestergattung von Skorpiovenator.

## Paläoökologie
Das Skelett stammt aus der Candeleros-Formation, die auf das Cenomanium datiert wird, der ältesten Stufe der Oberkreide. Die Abelisauridae zeigte ab dem nachfolgenden Turonium eine sprunghaft ansteigende Artenvielfalt, die möglicherweise mit dem vermuteten Aussterben der Carcharodontosauridae zu dieser Zeit in Verbindung steht – einer anderen Gruppe sehr großer Theropoden. Laut einer Hypothese konnten sich besonders große Vertreter der Abelisauridae erst nach dem Verschwinden der Carcharodontosauridae entwickeln. Ekrixinatosaurus scheint diese Hypothese zu widerlegen, da diese Gattung ihren Lebensraum mit dem sehr großen Carcharodontosauriden Giganotosaurus teilte. Rubén und Kollegen (2011) spekulieren, dass beide Großtheropoden möglicherweise unterschiedliche Ökologische Nischen besetzten; so könnte einer dieser Fleischfresser ein aktiver Räuber gewesen sein, während der andere möglicherweise ein spezialisierter Aasfresser war. Der Körperbau von Ekrixinatosaurus würde auf ein langsames, robustes Tier weisen, das in der Lage gewesen wäre, sich an Kadavern gegen andere Fleischfresser zu behaupten.

## Fund
Das einzige bekannte Skelett (Holotyp, MUCPv294) besteht aus wenigen Schädelknochen (Oberkiefer, Basicranium, Dentale und Zähne), aus einigen Wirbeln und Hämalbögen (Hals-, Rücken-, Kreuzbein- und Schwanzwirbel), Rippen, Beckenknochen (Darmbein, Schambein, ein Sitzbeinfragment) und Beinknochen (Oberschenkelknochen, Schienbein, Astragalus, Calcaneum, ein Wadenbeinfragment, Mittelfußknochen, Zehenknochen sowie eine Kralle). Arme, der größte Teil der Halswirbel sowie der Hirnschädel fehlen.
Das Skelett ist in gut erhaltenem, aber disartikuliertem Zustand vorgefunden worden (die Knochen befanden sich nicht mehr in ihrer ursprünglichen anatomischen Position). Die Fundstelle befindet sich etwa 34 km nordwestlich von Añelo.